# 相機穩定器

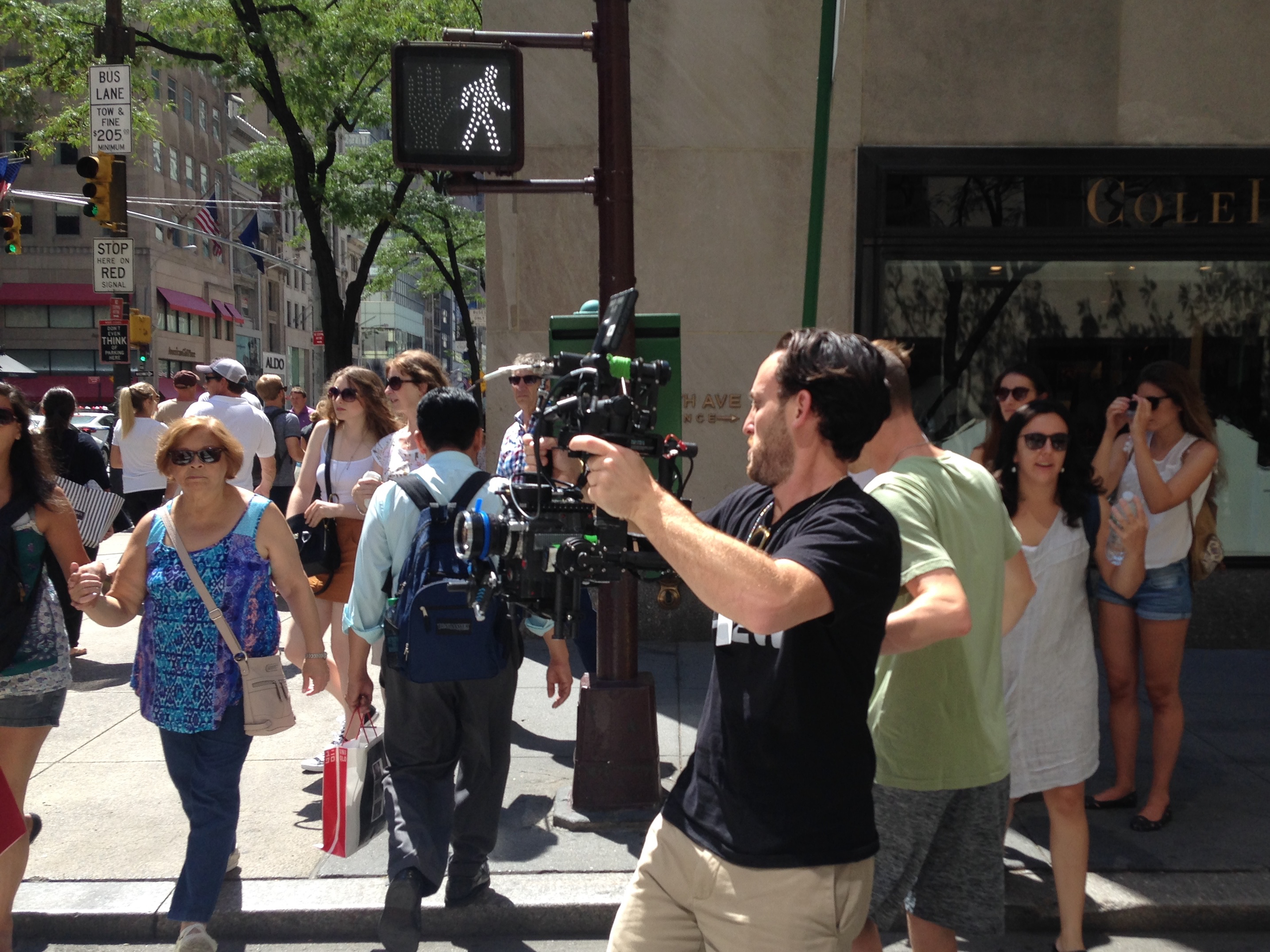
使用相机稳定器拍摄

相机稳定器是一种用于固定相机、攝影機的装置，以防止位移、增加影像穩定度。虽然三脚架也可以固定相机，但三脚架一般不被视为相机稳定器。